# Leucaena leucocephala
Leucaena leucocephala är en ärtväxtart som först beskrevs av Jean-Baptiste de Lamarck, och fick sitt nu gällande namn av De Wit. Leucaena leucocephala ingår i släktet Leucaena och familjen ärtväxter.
Det är ett snabbväxande träd som har stor teknisk användning i tropiska länder. Bland annat som råvara till papperstillverkning. Arten är en av de 100 farligaste neobiota.

## Underarter
Arten delas in i följande underarter:
- L. l. glabrata
- L. l. ixtahuacana
- L. l. leucocephala

## Bildgalleri

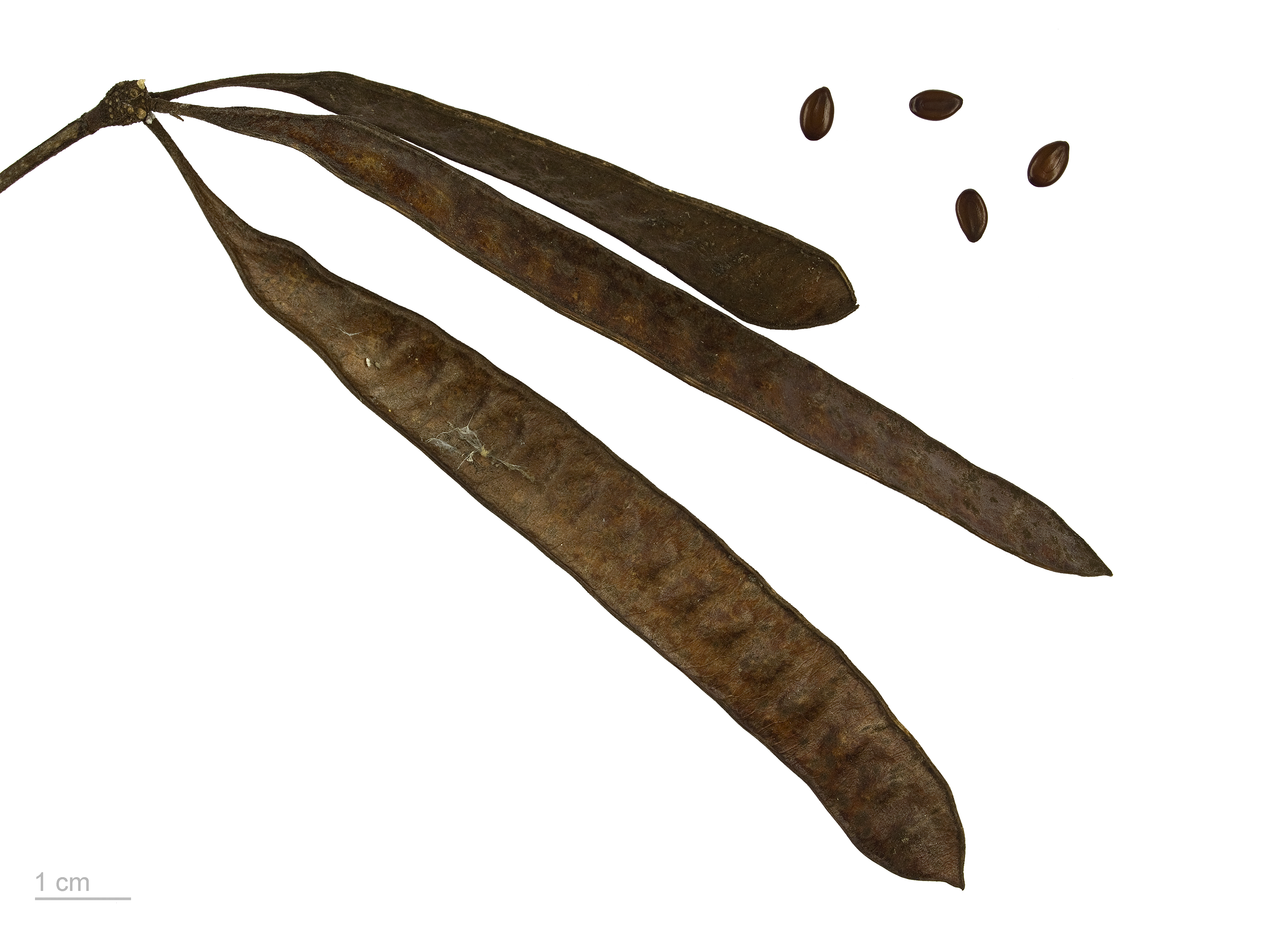
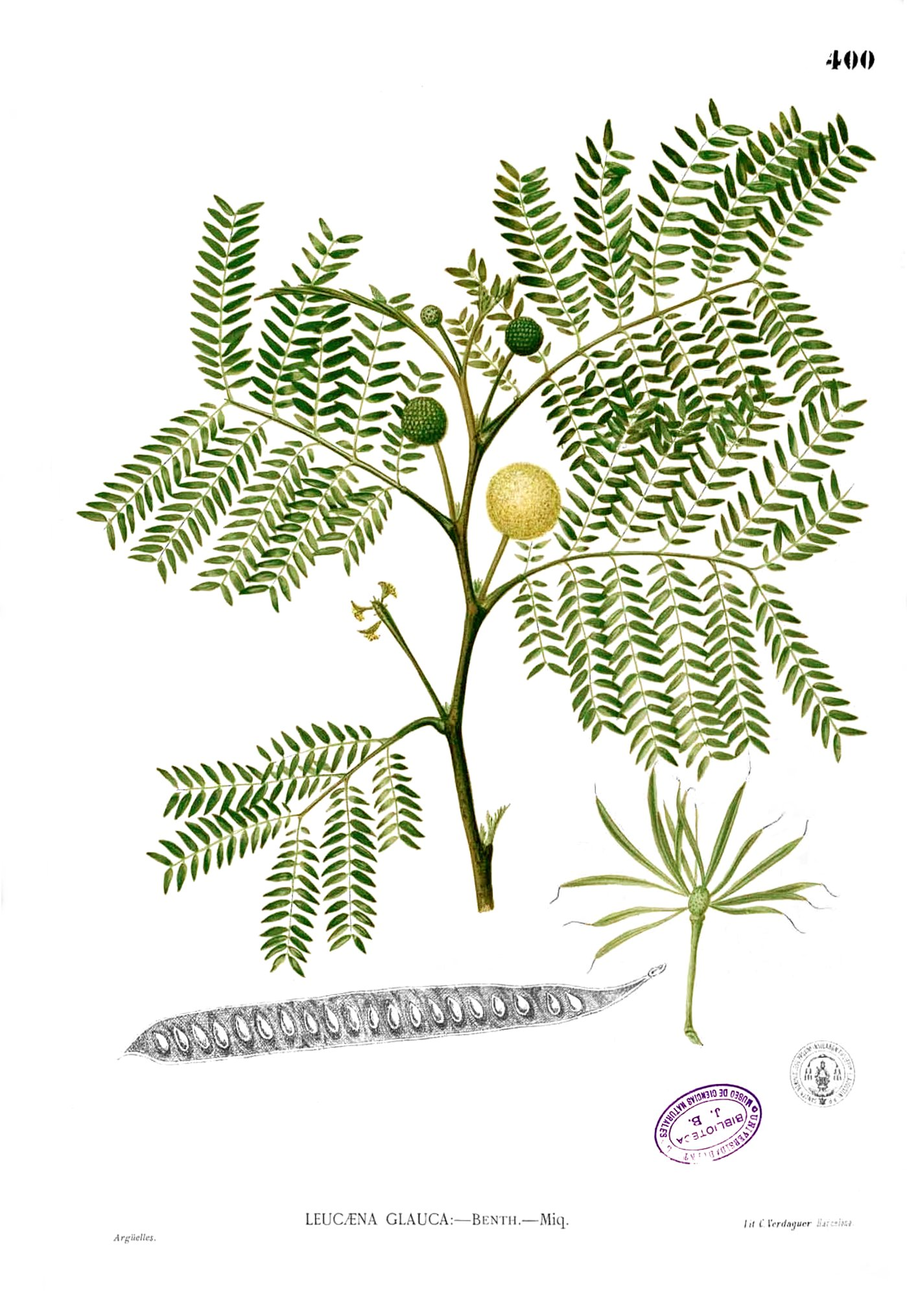
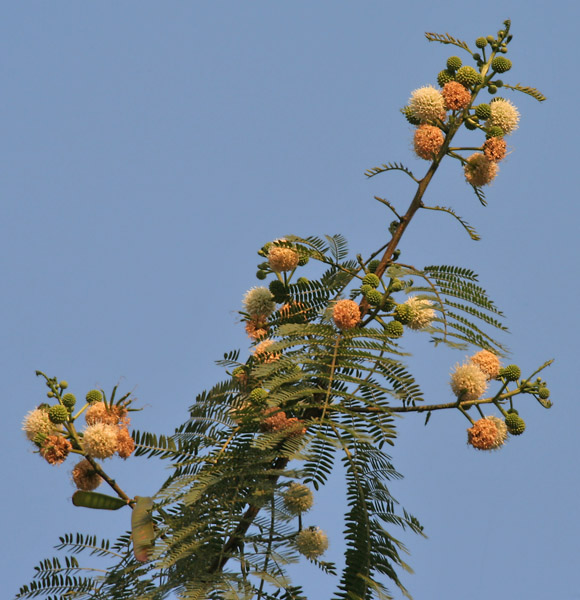
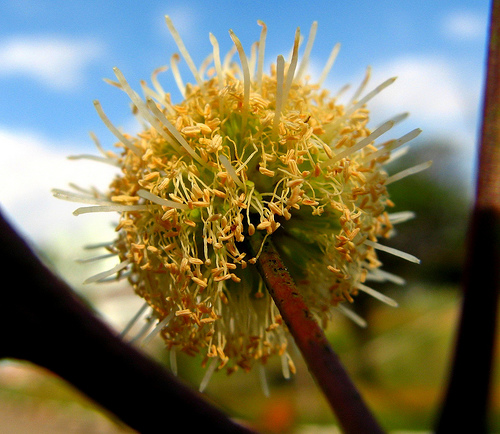
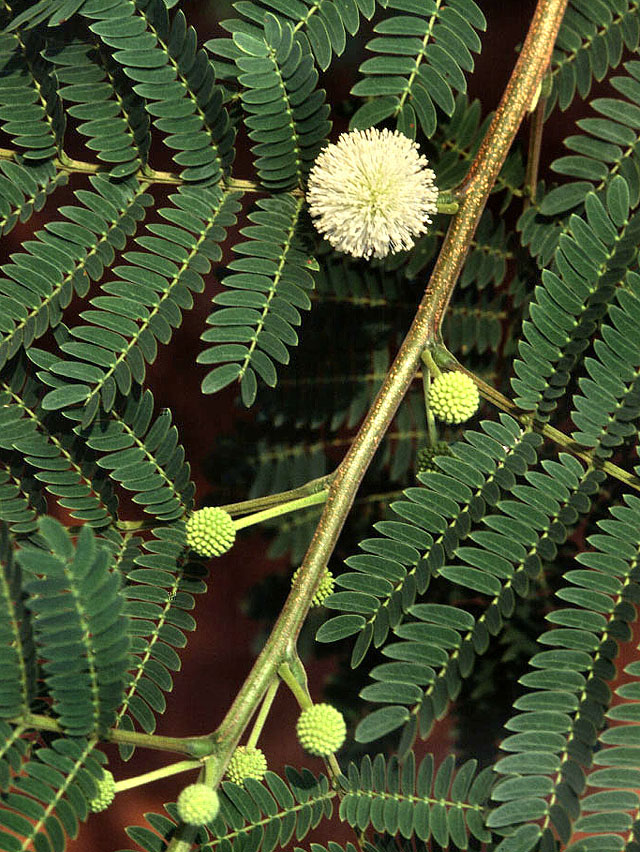
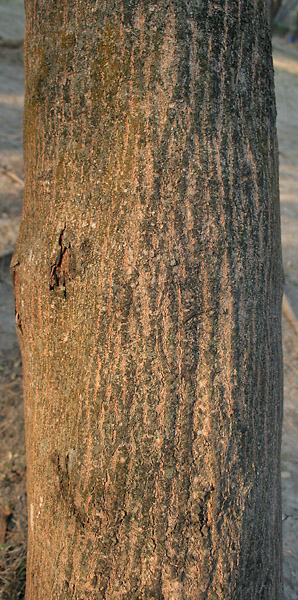